# Commonwealth Games 2018/Wasserspringen
Bei den Commonwealth Games 2018 in Gold Coast, Australien, wurden vom 11. bis 14. April 2018 im Wasserspringen zehn Wettbewerbe ausgetragen, davon je fünf für Männer und Frauen. Austragungsort war das Gold Coast Aquatic Centre.
Erfolgreichste Nation war England mit viermal Gold, dreimal Silber und einmal Bronze, vor Australien das je dreimal Gold und Silber sowie fünfmal Bronze gewann. Der erfolgreichste Athlet war Jack Laugher, der sich drei Goldmedaillen sicherte.

## Männer

### Kunstspringen 1 m
| Platz | Land | Sportler     |
| ----- | ---- | ------------ |
| 1     | ENG  | Jack Laugher |
| 2     | AUS  | James Connor |
| 3     | SCO  | James Heatly |

Datum: 11. April 2018

### Kunstspringen 3 m
| Platz | Land | Sportler       |
| ----- | ---- | -------------- |
| 1     | ENG  | Jack Laugher   |
| 2     | CAN  | Philippe Gagné |
| 3     | AUS  | James Connor   |

Datum: 12. April 2018

### Turmspringen 10 m
| Platz | Land | Sportler         |
| ----- | ---- | ---------------- |
| 1     | AUS  | Domonic Bedggood |
| 2     | ENG  | Matthew Dixon    |
| 3     | CAN  | Vincent Riendeau |

Datum: 14. April 2018

### Synchronspringen 3 m
| Platz | Land | Sportler                             |
| ----- | ---- | ------------------------------------ |
| 1     | ENG  | Jack Laugher Christopher Mears       |
| 2     | CAN  | Philippe Gagné François Imbeau-Dulac |
| 3     | AUS  | Domonic Bedggood Matthew Carter      |

Datum: 13. April 2018

### Synchronspringen 10 m
| Platz | Land | Sportler                    |
| ----- | ---- | --------------------------- |
| 1     | ENG  | Tom Daley Daniel Goodfellow |
| 2     | ENG  | Matthew Dixon Noah Williams |
| 3     | AUS  | Dec Stacey Domonic Bedggood |

Datum: 13. April 2018

## Frauen

### Kunstspringen 1 m
| Platz | Land | Sportlerin      |
| ----- | ---- | --------------- |
| 1     | SCO  | Grace Reid      |
| 2     | AUS  | Georgia Sheehan |
| 3     | AUS  | Esther Qin      |

Datum: 13. April 2018

### Kunstspringen 3 m
| Platz | Land | Sportlerin       |
| ----- | ---- | ---------------- |
| 1     | CAN  | Jennifer Abel    |
| 2     | AUS  | Maddison Keeneyn |
| 3     | AUS  | Anabelle Smith   |

Datum: 14. April 2018

### Turmspringen 10 m
| Platz | Land | Sportlerin       |
| ----- | ---- | ---------------- |
| 1     | AUS  | Melissa Wu       |
| 2     | CAN  | Meaghan Benfeito |
| 3     | ENG  | Lois Toulson     |

Datum: 12. April 2018

### Synchronspringen 3 m
| Platz | Land | Sportlerinnen                    |
| ----- | ---- | -------------------------------- |
| 1     | AUS  | Esther Qin Georgia Sheehan       |
| 2     | ENG  | Alicia Blagg Katherine Torrance  |
| 3     | MYS  | Mun Yee Leong Nur Dhabitah Sabri |

Datum: 11. April 2018

### Synchronspringen 10 m
| Platz | Land | Sportlerinnen                          |
| ----- | ---- | -------------------------------------- |
| 1     | MYS  | Jun Hoong Cheong Pandelela Rinong Pamg |
| 2     | CAN  | Meaghan Benfeito Caeli McKay           |
| 3     | MYS  | Mun Yee Leong Nur Dhabitah Sabri       |

Datum: 11. April 2018

## Medaillenspiegel
| Platz | Land       | Gold | Silber | Bronze | Gesamt |
| ----- | ---------- | ---- | ------ | ------ | ------ |
| 1     | England    | 4    | 3      | 1      | 8      |
| 2     | Australien | 3    | 3      | 5      | 11     |
| 3     | Kanada     | 1    | 4      | 1      | 6      |
| 4     | Malaysia   | 1    | —      | 2      | 3      |
| 5     | Schottland | 1    | —      | 1      | 2      |